# Dřeviónka
Dřeviónka je muzeum a turistické informační centrum obce Nýdek.
Stavba byla postavená jako replika původní usedlosti (roubené stavení č. p. 78 s chlévy, stodolou a zahradou). Nachází se v blízkosti centra obce Nýdek a slouží jako turistické informační centrum a muzeum.
Otevírací doba je v průběhu pracovního týdne od 8:00 do 16:00. V sobotu a státní svátky pak od 8:00 do 14:00 hod.